# Pośnieżek zimowy
Pośnieżek zimowy (Boreus hyemalis) – europejski gatunek wojsiłki z rodziny pośnieżkowatych (Boreidae). Osiąga długość 3–4 mm. Stanowiska występowania tego gatunku w Polsce są słabo znane. Wykazywano go z gór oraz z wyżyn południowej i południowo-wschodniej części kraju.
Samica składa jaja do gleby wśród mchów, po jednym lub dwa w jednym miejscu. Rozwój jaj trwa 10 dni. Larwy wykluwają się zwykle w grudniu. W 8-miesięcznym rozwoju larwalnym wyróżniane są 4 stadia rozwojowe. Przepoczwarczenie następuje w sierpniu, w jamce wygrzebanej przez larwę. Kolejne 4–8 tygodni trwa rozwój poczwarki. Imago pojawiają się w październiku. Pełne wybarwienie następuje w ciągu kilku dni (do tygodnia). 
Pośnieżki są aktywne przez cały rok, zwłaszcza zimą. Przy temperaturze otoczenia około 0 °C – od września do kwietnia – można je spotkać na śniegu.